# Ted Demme
Edward Kern "Ted" Demme (New York, 1963. október 26. – Santa Monica, Kalifornia, 2002. január 13.) Primetime Emmy-díjas amerikai rendező, producer, színész.

## Élete
Demme New Yorkban született, Gail (Kern) és Frederick Rogers Demme gyermekeként. A híres rendező, Jonathan Demme unokaöccse. 1988-ban a MTV-nél dolgozott, majd rendezőként több hollywood-i sorozatot és filmet is rendezett. Legelismertebb alkotása Johnny Depp főszereplésével készült Betépve című dráma. 
2002. január 13-án egy kosárlabda mérkőzés közben Demme összeesett és szívrohamban meghalt. A boncolás során megállapították, hogy a szívrohamot kokaintúladagolás okozta. Demme-et elhamvasztották és a hamvakat a család kapta meg.

## Filmográfia

### Színészként
- A pisztoly (tv-sorozat, 1 részben, 1997)
- Betépve (2001)
- Végszükség (2002)

### Rendezőként
- Yo! MTV Raps (1988)
- APAB: Oh My God... It's the News! (1991)
- The Bet (rövidfilm, 1992)
- No Cure for Cancer (dokumentumfilm, 1992)
- Who's the Man? (1993)
- Egy híján túsz (1994)
- Gyönyörű lányok (1996)
- Gyilkos utcák (tv-sorozat, 2 részt rendezett, 1994–1996)
- A pisztoly (1 részt rendezett, 1997)
- Subway Stories: Tales from the Underground (1997)
- Denis Leary: Lock 'n Load (1997)
- Snitch (1998)
- Életfogytig  (1999)
- Tiszta Hollywood (1 részt rendezett, 1999)
- Betépve (2001)
- A Decade Under the Influence (dokumentumfilm, 2003)

### Producerként
- Yo! MTV Raps (1988)
- Hangin' w/MTV (1992, Executive producer)
- Snitch (1998)
- Pókerarcok (1998)
- Pasifogó (1999)
- A halál árnyékában (1999, TV-film)
- Tiszta Hollywood (1 rész, Executive producer, 1999)
- Betépve (2001)
- A Decade Under the Influence (2003)

## Fordítás
- Ez a szócikk részben vagy egészben  a   Ted Demme című angol Wikipédia-szócikk fordításán alapul.  Az eredeti cikk szerkesztőit annak laptörténete sorolja fel. Ez a jelzés csupán a megfogalmazás eredetét és a szerzői jogokat jelzi, nem szolgál a cikkben szereplő információk forrásmegjelöléseként.